# Derby (Kansas)
Derby – miasto w Stanach Zjednoczonych, w stanie Kansas, w hrabstwie Sedgwick.